# Rubén Pereira
Rúben Fabián Pereira Márquez (Montevideo, Uruguay, 28 de enero de 1968) es un exfutbolista uruguayo. Jugaba de mediocampista.

## Trayectoria
Rúben Pereira debutó como futbolista profesional en Danubio en 1986, donde se consagró Campeón Uruguayo en 1988, siendo esta la primera ocasión en que este equipo de la Curva de Maroñas logró el máximo título futbolístico del país.
En 1992 dio el salto a Europa para jugar en el U.S. Cremonense de Italia, de la mano de su representante, el empresario uruguayo Francisco "Paco" Casal. 
Entre los años 1992 y 1993 formó parte del Club Atlético Boca Juniors de la República Argentina, siendo campeón del Torneo Apertura de la Asociación del Fútbol Argentino de 1992.
En 1993 volvió al fútbol uruguayo para integrar el plantel del Club Nacional de Football, permaneciendo allí hasta 1994. Finalmente pasó al Club Atlético Peñarol en 1994, donde terminaría su carrera retirándose en 1998. 
Con Peñarol se consagró Campeón Uruguayo de Primera División en 1994, 1995, 1996, 1997.

## Selección uruguaya
Rúben Pereira hizo 27 apariciones para la selección mayor de Uruguay desde 1988 hasta 1996, convirtiendo un solo gol e incluyendo 2 apariciones en la Copa Mundial de Fútbol de 1990. También jugó en la Copa América 1989, realizada en Brasil.

## Clubes
| Club           | País      | Año         |
| -------------- | --------- | ----------- |
| Danubio        | Uruguay   | 1986 - 1991 |
| U.S. Cremonese | Italia    | 1992        |
| Boca Juniors   | Argentina | 1992 - 1993 |
| Nacional       | Uruguay   | 1993 - 1994 |
| Peñarol        | Uruguay   | 1994 - 1998 |

## Palmarés

### Títulos nacionales
| Título                  | Equipo       | País      | Año  |
| ----------------------- | ------------ | --------- | ---- |
| Campeonato Uruguayo     | Danubio      | Uruguay   | 1988 |
| Torneo Apertura         | Boca Juniors | Argentina | 1992 |
| Campeonato Uruguayo (1) | Peñarol      | Uruguay   | 1994 |
| Campeonato Uruguayo (2) | Peñarol      | Uruguay   | 1995 |
| Campeonato Uruguayo (3) | Peñarol      | Uruguay   | 1996 |
| Campeonato Uruguayo (4) | Peñarol      | Uruguay   | 1997 |

### Títulos internacionales
| Título       | Equipo (*) | País   | Año  |
| ------------ | ---------- | ------ | ---- |
| Copa América | Uruguay    | Brasil | 1989 |